# Franco Micieli di Biase
Franco Micieli di Biase (* 1934 in Torano Castello) ist ein italienischer Diplomat im Ruhestand.
Er studierte Rechtswissenschaft.

## Diplomatische Karriere
1964 trat er in den auswärtigen Dienst.
Von 1968 bis November 1974 war er Gesandtschaftssekretär zweiter Klasse in Rawalpindi (Islamabad). Ab November 1974 war er Gesandtschaftssekretär in Peking, wo er 1978 Geschäftsträger war. Von Juni 1978 bis 15. Juli 1981 wurde er in Rom beschäftigt, wo er im Januar 1980 wurde er zum Botschaftsrat ernannt wurde. Von 15. Juli 1981 bis 16. Mai 1987 leitete er die Botschaft in Colombo, wo er am 21. November 1986 als Botschafter akkreditiert wurde, zeitgleich war er in Malé (Malediven) akkreditiert. Vom 24. Mai 1987 bis August 1989 war er Botschafter in Managua. Von August 1989 bis 19. Januar 1992 wurde er in Rom mit Kulturbeziehungen beschäftigt.
Von 19. Januar 1992 bis 29. Dezember 1996 war er Botschafter in Luanda (Angola) und war gleichzeitig in São Tomé (São Tomé und Príncipe) akkreditiert.
Von 29. Dezember 1996 bis 2002 war er Botschafter in San José (Costa Rica).